# Vandrende lavtryk
Vandrende lavtryk dannes ved polarfronterne på både den nordlige og den sydlige hemisfære.
Ved polarfronterne mødes kold luft fra samme retning som polerne og varm luft fra samme retning som ækvator. Tager man udgangspunkt i den nordlige halvkugle afbøjes den kolde luft fra nord til højre og den varme luft ligeså. Den varme luft er lettere end den kolde og går derfor henover noget af det. Varmfronten, den varme luft, der har højtryk, vil dog så blive tiltrukket af koldfronten, den kolde luft, som jo har lavtryk, og gå til venstre i modstrid med corioliskraften og gå mod syd. Med denne nye vindretning presser corioliskraften nu højtrykket væk fra lavtrykket igen og det lykkes højtrykket at komme længere ned mod syd end lavtrykket. Lavtrykket er imidlertid blevet tiltrukket af det oprindelige østgående højtryk. Derfor bevæger højtrykket sig i modstrid med corioliskraften igen mod øst og forenes med den nordgående vind. Derved er ringen sluttet, og der skabes en roterende ring af højtryk omkring lavtrykket, hvor højtrykket presses øst af corioliskraften og lavtrykket presses mod øst pga., at det tiltrækkes af højtrykket. Dette vejrfænomen kaldes en cyklon på den nordlige halvkugle, hvor en sådan bevæger sig mod øst.
På den sydlige halvkugle sker det samme, men i de modsatte retninger; her kaldes det for en anticyklon.
Da trykkraften er stærkere end corioliskraften vil lavtrykket på et tidspunkt indhente højtrykket og trykforskellene, og dermed højtrykket og lavtrykket, forsvinde.